# فرودگاه تهینی
فرودگاه تهینی (به انگلیسی: Tehini Airport) یک فرودگاه با کد یاتا BQO است . این فرودگاه در کشور ساحل عاج قرار دارد .